# Samci
Ovo je članak o naselju Samci u Hrvatskoj. Za film Camerona Crowa iz 1992., pogledajte članak Samci.
Samci je naselje u Republici Hrvatskoj, u sastavu Općine Gornja Stubica, Krapinsko-zagorska županija. 

## Stanovništvo
Prema popisu stanovništva iz 2001. godine, naselje je imalo 276 stanovnika te 77 obiteljskih kućanstava.
| broj stanovnika | 117   | 115   | 158   | 214   | 215   | 218   | 216   | 234   | 213   | 211   | 302   | 187   | 180   | 230   | 276   | 277   | 259   |
|                 | 1857. | 1869. | 1880. | 1890. | 1900. | 1910. | 1921. | 1931. | 1948. | 1953. | 1961. | 1971. | 1981. | 1991. | 2001. | 2011. | 2021. |